# Jan Kinnamos
Jan Kinnamos (starořecky Ιωάννης Κίνναμος Ióannes Kinnamos; kolem 1143 – po 1185) byl byzantský historik, tajemník (grammatikos) císaře Manuela I. Napsal dílo dnes nazývané Epitomé, které popisuje historický vývoj Byzance v období vlády Jana II. (stručně) a jeho syna Manuela I. Obsahuje poměrně spolehlivé údaje, avšak dochovaný text je zřejmě jen zkráceným popisem.

## Dílo
Janovo hlavní historické dílo se dnes nazývá Epitomé (Ἐπιτομὴ, česky Shrnutí, Výtah), v překladu i Stručné dějiny, sám Jan Kinnamos je nazývá Chronikai.
Pojednání se zabývá byzantskými dějinami v období let 1118–1176, čímž chronologicky navazuje na Alexiádu Anny Komnény. Skládá se ze sedmi knih. Dokončeno bylo zřejmě v období 1180 až 1183. Dílo se nezachovalo v úplnosti, zachovaný exemplář je zřejmě jen pozdějším výtahem z původního díla. Zabývá se i vládou Jana II., ale stěžejním je pro Kinnama období panování Manuela I. Sám Kinnamos se zúčastnil několika tažení, takže vojenské údaje má z první ruky. Často používá také autentické dokumenty, ke kterým měl jako grammatikos přístup. I přesto, že jeho hlavním hrdinou byl císař Manuel, zachovává značnou objektivitu. V díle využívá skvělý rétorický styl, který dokazuje jeho vzdělání v tomto oboru. Jeho vnímání dějin je striktně deterministické a průběh událostí podléhá nevyhnutelnosti (Tyché).